# Canthidium onthophagoides
Canthidium onthophagoides är en skalbaggsart som beskrevs av Martinez och Halffter 1986. Canthidium onthophagoides ingår i släktet Canthidium och familjen bladhorningar. Inga underarter finns listade.